# Траверсо, Кристиан
Кристиан Альберто Траверсо (исп. Cristian Alberto Traverso; родился 17 апреля 1972 года в Буэнос-Айресе, Аргентина) — аргентинский футболист. защитник. Двукратный обладатель Кубка Либертадорес и трёхкратный чемпион Аргентины в составе «Бока Хуниорс».

## Карьера
Кристиан начал карьеру в команде «Архентинос Хуниорс» в 1991 году. В стане «Хуниорс» он провел 3 сезона, приняв участие в более чем 100 матчах. В 1994 году он перешёл в чилийский клуб «Универсидад де Чили», в составе которого выиграл чемпионат страны и был признан Футболистом года в Чили. За жёсткую и неуступчивую манеру игры от чилийских фанатов он получил прозвище «Тигр». В 1997 году он вернулся на родину, где подписал контракт с «Бока Хуниорс». В новой команде он стал настоящей легендой. С «Бокой» он трижды выиграл аргентинскую Примеру, а также дважды подряд выиграл Кубок Либертадорес в 2000 и 2001 годах. Несмотря на большое количество титулов, Траверсо никогда не вызывался в сборную Аргентины.
Период с 2002 по 2004 год Кристиан провел в мексиканской Примере, где был столпом обороны «Керетаро» и «Пуэблы». В 2004 он вернулся в ставшую родной «Боку», с которой выиграл свой последний трофей, Южноамериканский кубок.

## Достижения
Командные
 «Универсидад де Чили»
- Чемпионат Чили по футболу — 1995

 «Бока Хуниорс»
- Чемпионат Аргентины по футболу — Апертура 1998
- Чемпионат Аргентины по футболу — Клаусура 1999
- Чемпионат Аргентины по футболу — Апертура 2000
- Обладатель Кубка Либертадорес — 2000
- Обладатель Кубка Либертадорес — 2001
- Обладатель Межконтинентального Кубка — 2000
- Обладатель Южноамериканского Кубка — 2004

Индивидуальные
- Футболист года в Чили — 1995